# カホーセウ
『カホーセウ』（ポルトガル語: Carrossel）は、ブラジルのテレビドラマ。SBTで2012年5月21日から2013年7月26日まで放送された。

## 登場人物
ヴァレリア・フェレイラ
演：マイサ・シルバ
ダヴィ・ラビノビッチ
演：ギリェルメ・セタ
ヘレナ・フェルナンデス
演：ロザンヌ・マルホランド
マリア・ジョアキナ・メドセン
演：ラリッサ・マノエラ
シリロ・リベラ
演：ジャン・パウロ・カンポス